# Comité insurrecteur
Le comité insurrecteur eut pour tâche de préparer la Journée du 10 août 1792.

## Composition du comité
Ce comité était composé de représentants des bataillons fédérés venus des provinces, des délégués des Sections révolutionnaires de Paris issus des faubourgs de Paris comme Antoine Joseph Santerre, François-Joseph Westermann, Claude François Lazowski, Lagrey, Garin, etc, environ une quarantaine.

## Membres du comité primitif
D'après le journaliste Jean-Louis Carra qui écrivit plus tard en avoir été membre, le comité directeur initial était formé de cinq membres :
- Gabriel Vaugeois, ancien grand vicaire de l'évêque de Blois qui en aurait été le président.
- Debesse, originaire de la Drôme, inconnu autrement.
- Guillaume, professeur à Caen. idem
- Jean-Frédéric Simon, journaliste de Strasbourg.
- Galisson, de Langres, non autrement connu.

## Lieux de réunions du comité
Les membres de ce comité se réunissaient au cabaret du Soleil-d'Or, rue Saint-Antoine, et au Cadran-Bleu, boulevard du Temple.
C'est ce comité qui donna le signal de l'insurrection dans la nuit du 9 au 10 août 1792 en faisant sonner le tocsin.
Ce nom fut utilisé ensuite lors d'autres épisodes de la Révolution.

## Sources
Jean Tulard, Jean-François Fayard et Alfred Fierro, Histoire et dictionnaire de la Révolution française. 1789–1799, Paris, éd. Robert Laffont, coll. « Bouquins », 1987, 1998 [détail des éditions] (ISBN 978-2-221-08850-0)